# Jakob Batten
Jakob Nordahl Hansen, eller Jakob Batten, er guitarist og sangskriver i deathmetal bandet Illdisposed fra Aarhus. Han tiltrådte gruppen i 1999 og har tidligere spillet guitar i deathmetal bandet Infernal Torment fra Silkeborg.

## Diskografi
- Undertaker "Eternal Dormancy" demo 1991
- Infernal Torment "Incapability on the cross" demo 1993´
- Infernal Torment "Instincts" demo 1994
- Infernal Torment "Man's True Nature" album 1995
- Infernal Torment "Birthrate Zero" album 1997
- Illdisposed "Retro" album 2000
- Illdisposed "Kokaiinum" album 2001
- Illdisposed "Promo 1" demo 2003
- Illdisposed "Promo 2" demo 2003
- Illdisposed "1-800 Vindication" album 2004
- Illdisposed "We Suck Live" DVD 2004
- Illdisposed "Burn Me Wicked" album 2006
- Illdisposed "The Prestige" album 2008
- Illdisposed "To those who walk behind us" album 2009
- Illdisposed "There is light (but it's not for me)" album 2011
- Illdisposed "Sense The Darkness" album 2012
- Illdisposed "With The Lost Souls On Our Side" album 2014
- Illdisposed "Grey Sky Over Black Town" album 2016
- Illdisposed "Reveal Your Soul For The Dead" album 2019
- Illdisposed "In Chambers Of Sonic Disgust" album 2024